# Paros
Paros (grekiska Πάρος) är en grekisk ö i Egeiska havet, i södra delen av ögruppen Kykladerna, mellan Naxos i ost och Antiparos i väst. Paros är bland de största av Kykladerna, ca 195 km2, och har ca 8 000 invånare.
Paros består till största delen av ett berg, vars högsta spets, Hagios Elias, når en höjd av 771 m ö.h. Huvudorten Parikia ligger på västra sidan av ön. I Parikia ligger även öns hamn, som är mycket viktig, både som turisthamn och hamn för fiskeindustrin på ön.

## Historia
Som Paros äldsta invånare nämns kreter och arkader, vilka dock snart efterträddes av joniska nybyggare. Det joniska Paros uppblomstrade hastigt, så att det redan i slutet av 700-talet f.Kr. kunde sända ut en koloni till Thasos. Längre fram stod Paros under Naxos välde och slöt sig på perserkrigens tid till perserna. Kort därefter kuvades det av Aten genom Themistokles, och tillhörde sedan dess tributpliktiga bundsförvanter; den stora tributen som de betalade visar hur rikt Paros på den tiden var. Det tillhörde sedan romarriket och bysantinska riket. 
Mellan 1204 och 1537 var Paros en egen stat styrd av en monark med titeln herre/dam av Paros, vasall under hertigdömet Arkipelagen. 1537 erövrades Paros av turkarna. Den blev grekisk 1830.
Paros var under forntiden berömt för sin rikedom på ypperlig gulvit statymarmor (parisk marmor eller Parosmarmor), och även som skalden Archilochos födelseort. Försök har även under senare tider gjorts att åter exploatera öns marmor.

## Arkeologi
Paros har vunnit arkeologisk ryktbarhet genom den år 1627 upptäckta marmorkrönikan (Marmor parium, även känd under namnet Arundelska marmortavlan, se Arundel marbles), som omfattar tiden från kung Kekrops dagar till år 354 f.Kr. Flera rätt märkvärdiga ruiner och gravar har grävts ut under 1800- och 1900-talen.

## Bilder
|                                     |
| Hus på Paros strax utanför Parikia. |

|                                                                 |
| Afroditestaty i parisk marmor, från arkeologiska museet i Aten. |